# Hans-Heinrich Vogel
Hans-Heinrich Vogel, född 27 mars 1941 i Hamburg, Tyskland, är professor emeritus i offentlig rätt vid Lunds universitet, tidigare professor i samma ämne vid Stockholms universitet. Till hans specialiteter hör EG-förvaltningsrätt.
Vogel avlade tysk Referendar-examen 1965 och Assessorsexamen 1971. Detta år blev han även doktor vid Hamburgs universitet och följande år juris kandidat vid Lunds universitet. 1990 utsågs han till professor i offentlig rätt vid Stockholms universitet.